# Veruschka
Vera Gräfin von Lehndorff-Steinort, o Comtessa Vera Gottliebe Anna von Lehndorff o Veruschka von Lehndorff, nascuda el 14 de maig de 1939 en Königsberg, en la Prússia Oriental (actualment Kaliningrad) és una model, actriu i artista alemanya que va ser molt popular els anys seixanta. Se la coneix per Veruschka, el seu nom artístic. Està a la llista de World's greatest supermodel i va estar a la portada de les revistes més importants de moda del món.
Un dels seus treballs que va propulsar el seu salt a la fama va ser una aparició a la pel·lícula de culte Blow Up, de Michelangelo Antonioni, el 1966.

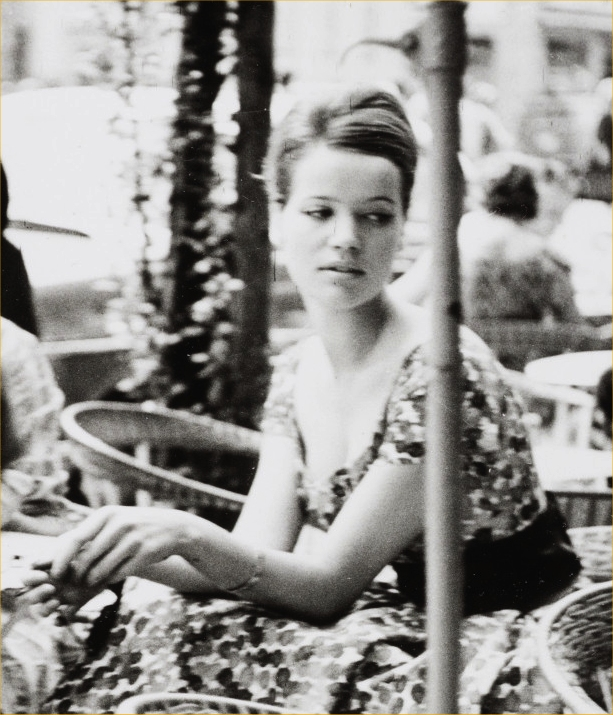
Veruschka (1960)

## Primers anys
Veruschka va néixer el 14 de maig de 1939 a Königsberg, a la Prússia Oriental, amb el nom de Vera Gottliebe Anna Gräfin von Lehndorff-Steinort.
Es va criar en Steinort, un schloss a la Prússia Oriental que havia pertangut a la seva família durant segles.
La seva mare, nascuda el 1913, va ser la Comtessa Gottliebe von Kalnein. El seu pare va ser un comte alemany i oficial de reserva de l'Exèrcit, i s'afirma que després de presenciar l'agressió i l'assassinat d'uns nens jueus es va convertir en una figura clau en la resistència alemanya.
Quan Veruschka tenia cinc anys, el seu pare va ser executat, acusat d'intentar assassinar a Adolf Hitler en l'atemptat del 20 de juliol de 1944. Després de la seva mort, els altres membres de la família van passar la resta de les seves vides en camps de concentració de la Segona Guerra Mundial. Acabada la guerra, la família es va veure sense llar.
Al llarg de la seva infància, Veruschka va assistir a tretze escoles diferents. Té tres germanes. La més gran, Marie Eleanore “Nona”, va néixer a 1937 i es va casar amb Jan van Haeften i Wolf-Siegfried Wagner (nascut el 1943), fill de Wieland Wagner i besnet del compositor Richard Wagner. La segona, Gabriele, nascuda el 1942, es va casar amb Armin, Edler Herr i Freiherr von Plotho. I Katharina, la més petita, nascuda el 1944, es va casar amb Henrik Kappelhoff-Wulff.

## Salt a la fama
Veruschka va estudiar art aHamburg i posteriorment es va mudar a Florència, on el fotògraf italià Ugo Muglas la va descobrir quan Veruschka tenia 20 anys. A partir de llavors, es va convertir en model a temps complet.
En París va conèixer a Eileen Ford, director de la famosa Ford Modeling Agency.
El 1961 va traslladar la seva residència a Nova York, on va treballar per a la Stewart Modeling Agency i va viure una època de regnat en el sector a l'ésser la noia amb més portades exposades en les parets de l'agència. No obstant això, no va trigar a tornar a establir-se en Múnic.
La seva aparició el 1966 a la pel·lícula de culte Blow Up, dirigida per Michelangelo Antonioni, també va suposar un gran impuls en la seva carrera com a celebritat.
Va estar en la portada de les revistes més importants com Vogue, Life, Journal, Queen, Harpers o Flair.
Veruschka va ser musa inspiradora dels fotògrafs més prestigiosos de la seva època, com Richard Avedon, Bert Stein, David Bayley, Steven Meisel, Francesco Scavullo, Franco Rubartelli i Peter Beard, qui la va portar a Kenya i per a grans dissenyadors com Tom Ford o Michael Kors, Dolce & Gabbana o Ailanto.
Veruschka a més va ser musa inspiradora de Salvador Dalí i de l'escultor Holger Trülzsch qui en la dècada dels 70 li pintava el cos per a treure-li fotos. Això la va convertir en una pionera del Body painting. Va arribar a cobrar fins a 10.000 dòlars al dia.
Va treballar per a les cases més importants de moda incloent YSL. Des de 1990 va treballar per a Helmut Lang i Paco Rabanne.
El 1975 va abandonar la seva carrera en la indústria de la moda a causa d'unes certes discrepàncies amb Grace Mirabella, acabada de nomenar directora de la revista Vogue. En una entrevista el 1999 Veruschka va parlar referent a aquestes discrepàncies amb Grace Mirabella que la van allunyar del món de la moda en els anys setanta: “Volia que fos burgesa, i jo no volia ser-ho. Després del que va ocórrer, vaig deixar de ser model un bon temps.”
Veruschka va ser convidada com a model al Festival de la Moda de Melbourne l'any 2000. A l'octubre de 2010, amb 71 anys, va fer de model durant la setmana de la moda de Londres per a la col·lecció de tardor de Giles Deacon.
Veruschka és vocalista en nombroses cançons de l'àlbum Mimikry (2010) de la formació musical ANBB, una col·laboració amb els músics alemanys Blixa Bargeld i Alva Noto. A més, la portada de l'àlbum és una de les fotografies més reconegudes de Veruschka.
En 2005 Bernd Böhm i Paul Morrissey van filmar Veruschka - Die Inszenierung (m)eines Körpers sobre el seu treball.

## Filmografia
- Blow Up (1966)
- Veruschka, poesia di una donna (1971)
- Salomé (1972)
- Cattivi pensieri (1976)
- Couleur chair (1978)
- Milo-Milo (1979)
- Bizarre Styles (1981)
- Dorian Gray im Spiegel der Boulevardpresse (1984)
- Vom Zusehen beim Sterben (1985)
- The Bride (1985)
- Orchestre rouge, L (1989)
- Fame, Fashion and Photography: The Real Blow Up (2002)
- Veruschka – Die Inszenierung (m)eines Körpers (2005)
- Casino Royale (2006)